# Wartość graniczna
Wartość graniczna to szczególna wartość jakiegoś parametru układu fizycznego lub chemicznego blisko której układ:
- zachowuje się zgodnie z jakimś prostym prawem, zwanym wówczas często prawem granicznym (zobacz np. prawo graniczne Debye’a-Hückla),
- której układ nie może przekroczyć (stężenie zawsze jest ≥ 0 ale ≤ od rozpuszczalności) lub po przekroczeniu której układ zmienia skokowo swoje właściwości.

Najczęściej spotykane wartości graniczne to:
- stężenie substancji rozpuszczonej dążące do zera (dla roztworów)
- ułamek molowy lub ułamek wagowy rozpuszczalnika dążący do 1 (dla roztworów - odpowiada powyższemu)
- ciśnienie lub gęstość dążące do zera oraz objętość molowa dążąca do nieskończoności dla gazów.